# Jorge Alberto Aragão Seia
Jorge Alberto Aragão Seia GCC (Porto, 29 de Abril de 1936 -  Lisboa, 29 de Janeiro de 2005) foi um jurista e juiz português.

## Biografia
Jorge Aragão Seia licenciou-se pela Faculdade de Direito da Universidade de Lisboa em 1959.
Iniciou a sua carreira como delegado do Procurador da República na comarca de Miranda do Douro.
Antes de se tornar juiz de direito, em 1968, fez uma comissão de serviço, em Lisboa, como inspector da Polícia Judiciária.
Subiu todos os degraus da hierarquia da magistratura, passou por Macau onde foi o primeiro Alto Comissário Contra a Corrupção e a Ilegalidade Administrativa (ACCCIA) entre 1991 e 1995.
Em 1995, ingressou no Supremo Tribunal de Justiça, de que foi presidente (2001-2005), como juiz conselheiro.
Foi agraciado, a título póstumo, com a Grã-Cruz da Ordem Militar de Cristo pelo Presidente da República Jorge Sampaio, no dia 9 de Junho de 2005.